# 布林库姆
布林库姆是德国下萨克森州的一个市镇。总面积5.51平方公里，总人口649人，其中男性337人，女性312人（2011年12月31日），人口密度118人/平方公里。